# João Pilarski
João Pilarski (ur. 31 grudnia 1929 w Guaragi, zm. 4 kwietnia 2004 w Ponta Grossa) – brazylijski malarz prymitywista.
Rodzice João Pilarskiego byli Polakami, którzy przybyli do Brazylii razem z jedną z pierwszych fal emigracji w 1882. Franciszek Pilarski miał wtedy dziewięć lat, a Wiktoria Pilarska trzy lata, mieli dwanaścioro dzieci. João rozpoczął naukę rysunku już w przedszkolu, wykazywał talent malarski, co zostało zauważone, gdy uczęszczał do szkoły prowadzonej przez Júlio Teodorico w Ponta Grossa. W 1941 zachorował na ostrą porażenną postać polio, przez co João Pilarski musiał korzystać z wózka inwalidzkiego. Mimo choroby artysta nadal tworzył, w 1952 nastąpiło znaczne pogorszenie stanu zdrowia i sprawności ruchowej. Miało to wpływ na ograniczenie twórczości, ale artysta nie poddawał się niepełnosprawności i tworzył barwne obrazy przedstawiające charakterystyczne krajobrazy i barwne rysunki. W uznaniu przełamywania barier i wytrwałości João Pilarski został w 1989 patronem Galerii w Centrum Kultury w Ponta Grossa.